# Resawa
Resawa (mac. Ресава) – wieś w południowej Macedonii Północnej, terytorialnie i administracyjnie należąca do gminy Kawadarci. Według stanu na 2002 rok jej liczebność wynosiła 144 mieszkańców.

położenie wsi na mapie gminy

Według danych ze spisu powszechnego przeprowadzonego w 2002 roku, wieś Resawa zamieszkiwało 144 osób deklarujących następującą narodowość:
- Macedończycy – 144 (100%)